# Prolight + Sound

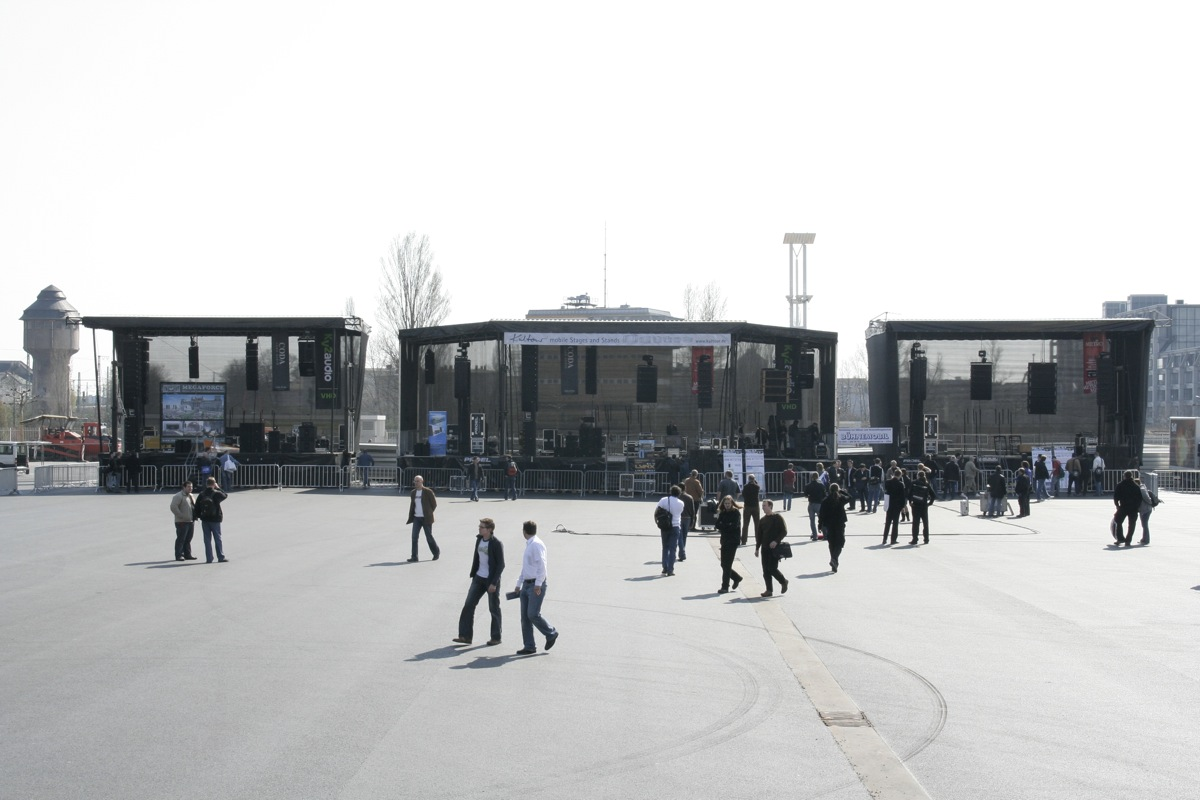
Prolight + Sound, 2007

Die Prolight + Sound ist eine jährliche viertägige internationale Messe in Frankfurt am Main rund um Veranstaltungstechnik. Die Prolight + Sound und die bis zum Jahr 2020 parallel ausgerichtete Internationale Musikmesse Frankfurt wurden jährlich von Besuchern aus aller Welt besucht. Seit 2022 findet die Prolight + Sound als eigenständige Messe statt.

## Geschichte
Die Messe wird seit 2001 jährlich im ersten Quartal des Jahres durchgeführt. Sie existierte zuvor einige Jahre als Parallelveranstaltung zur Musikmesse, aus deren Bereich der Veranstaltungstechnik sie 1995 entstand. Seit 2001 konzentriert sich die Veranstaltung auch auf globale Märkte und richtet seitdem weitere Schwestermessen in China, Indien und Dubai aus. Vertreten wird sie durch die Messe Frankfurt in 161 Ländern.
Im Jahr 2020 gehörte sie zu den Veranstaltungen, die wegen der COVID-19-Pandemie abgesagt wurde.
Im Jahr 2022 fand die Messe mit rund 20.000 Besuchern aus 93 Ländern wieder statt. 2023 waren bereits wieder über 27.000 Besucher aus 113 Ländern vor Ort.

## Schwerpunkte und Produktgruppen
Die Schwerpunktthemen der Prolight + Sound sind:
- Licht-, Ton- und Bühnentechnik
- Medientechnik und Systemintegration
- Produktion und Broadcast
- Eventausstattung und Dekoration
- Theatertechnik und -ausstattung
- DJ + Entertainmenttechnology
- Ausbildung im Bereich Bühnentechnik[4]

## Zielgruppe
Venue-Betreiber, Event-Verantwortliche in Unternehmen und Agenturen, Innenarchitekten sowie Bühnenbildner, Studiobetreiber und Systemintegratoren, professionelle Musiker und Musikproduzenten. Die Prolight + Sound positioniert sich klar als Fachbesucher-Messe.

## Programm
Neben der Fachausstellung wird Weiterbildung für Fachbesucher angeboten (Workshops, Produktpräsentationen und Seminare).
Weiterhin finden verschiedene Konferenzen und Vorträge statt. Außenbühnen, wie die Live Sound Arena, zeigen Soundsysteme unter Livebedingungen.

## Preisverleihungen
- Opus – Deutscher Bühnenpreis: Opus-Preisträger zeichnen sich durch herausragende Produktionen und Events in den Gebieten der Theater- und Bühnenproduktionen sowie Live- und Open-Air-Events aus.
- Sinus – Systems Integration Award: Der Sinus ehrt Projekte, die Medientechnik und Systemintegration innovativ und wegweisend einsetzen.